# Peluda d'ulls petits
La peluda d'ulls petits (Arnoglossus micrommatus) és un peix teleosti de la família dels bòtids i de l'ordre dels pleuronectiformes.

## Morfologia
Pot arribar als 13,1 cm de llargària total.

## Distribució geogràfica
Es troba a les costes de l'oest d'Austràlia.